# Dimorphostylis brevicaudata
Dimorphostylis brevicaudata är en kräftdjursart som först beskrevs av John Todd Zimmer 1903.  Dimorphostylis brevicaudata ingår i släktet Dimorphostylis och familjen Diastylidae. Inga underarter finns listade i Catalogue of Life.